# Henry Cieman
Henry Cieman, född 20 juli 1906, död 12 januari 1995, var en friidrottare från Kanada. Han deltog vid olympiska sommarspelen 1932.